# 蒂爾登 (伊利諾伊州)
蒂爾登（英語：Tilden）是位於美國伊利諾伊州蘭道夫縣的一個村落。

## 地理
蒂爾登的座標為38°12′45″N 89°41′00″W / 38.21250°N 89.68333°W，而該地最高點為海拔高度160米（即525英尺）。

## 人口
根據2010年美國人口普查的數據，蒂爾登的面積為2.55平方千米，當中陸地面積為2.52平方千米，而水域面積為0.03平方千米。當地共有人口934人，而人口密度為每平方千米366人。